# Bonairiaans staatkundig referendum 2015
Het referendum van 2015 over de staatkundige toekomst van Bonaire vond plaats op 18 december van dat jaar.

## Achtergrond
Het eiland Bonaire is sinds 10 oktober 2010, net als Sint Eustatius en Saba een openbaar lichaam, vaak aangeduid als 'bijzondere gemeente', binnen het Koninkrijk der Nederlanden. Dit werd onder meer mogelijk nadat in september 2004 de inwoners van Bonaire zich in een referendum hadden uitgesproken voor een staatkundig verband binnen dat koninkrijk, met een directe band met Nederland. Onder een aanzienlijke groep eilandbewoners is echter ontevredenheid ontstaan over de manier waarop Bonaire vanuit Nederland wordt bestuurd en over de komst van meer Nederlanders naar het eiland. Een deel van deze groep dwong via aanhoudende protestacties een referendum af over de staatkundige toekomst van het eiland. Een soortgelijk referendum in december 2010, waarbij de stelling luidde "Ik ben het ermee eens, dat Bonaire een openbaar lichaam is geworden in de zin van artikel 134 van de Nederlandse Grondwet" gaf een duidelijk 'nee' te zien, zij het met een dusdanig lage opkomst, dat de uitslag niet bindend was. 
Het besluit tot het houden van het referendum werd op 6 oktober 2015 in per eilandsverordening vastgesteld in de openbare vergadering van de Eilandsraad van Bonaire. Belast met de organisatie en coördinatie van de volksraadpleging was de Referendumcommissie Bonaire 2015. 

## Inhoud en uitslag
In de stemming werd de volgende vraag voorgelegd: "Bent u het eens met de invulling die is gegeven aan de directe band met Nederland?". De kiezer kon deze vraag beantwoorden met "Ja" of "Nee" (in het Papiaments dan wel het Nederlands). Uiteindelijk kwam 62 procent van de stemgerechtigden opdagen. Daarvan stemde 65 procent 'nee'.
De verordening uit oktober 2015 bevat een bepaling dat een overwinning voor het 'nee' de weg vrijmaakt voor een referendum over zelfbeschikking voor Bonaire. De Nederlandse minister voor Koninkrijksrelaties, Ronald Plasterk, gaf na kennisneming van de uitslag aan dat het aan de Eilandsraad en het Bestuurscollege van Bonaire is om te bepalen hoe er met de uitslag van het referendum moet worden omgegaan.